# Краплі дощу
«Краплі дощу» («Lietaus lašai») — радянський двосерійний телефільм 1981 року, знятий режисером Бронюсом Моркявічюсом на Литовському телебченні.

## Сюжет
Фільм поставлений за мотивами однойменного роману П. Куусберга та розповідає про долі колишніх однокласників, гімназистів, у роки Другої світової війни та у повоєнний час.

## У ролях
- Роландас Буткявічюс — Андреяс Ялакас
- Рімас Моркунас — Андреяс Ялакас у юності
- Антанас Шурна — Едуардас Тінупяйтас
- Арвідас Дапшис — Едуардас у юності
- Аудріс Мелічовас Хадаравічюс — Таветас Томсонас
- Саулюс Мяркіс — Таветас у юності
- Кароліс Дапкус — Якас Нотма
- Владас Радушіс — Якас у юності
- Юрате Брогайте — Каріна
- Егле Габренайте — Маргіта
- Вітаутас Канцлеріс — Нотма, вчитель
- Гінтарас Мікалаускас — Рісманас
- Гедимінас Карка — Микола
- Моніка Миронайте — Ела, санітарка
- Пятрас Зулонас — Рентселіс, лікар
- Альгірдас Заланскас — батько Андріяса
- Елеонора Шликова — Юля, дочка Андріяса
- Евальдас Мікалюнас — Андреас, син Андріяса
- Аполонія Маткявічюте — Найма, дружина Андріяса
- Ельвіра Жебертавічюте — Фріда, дружина Едуардаса
- Далюс Сіманавічюс — Кулдаріс, онук Едуардаса
- Даля Бренчюте — Сир'є, невістка Едуардаса
- Вітаутас Григоліс — Лембітас, син Едуардаса
- Ірена Кряузайте — медсестра
- Лідія Купстайте-Дробнене — епізод
- Ельжбета Лауцявічюте — медсестра
- Альгімантас Мажуоліс — епізод
- Юозас Мешкаускас — партійний діяч
- Пятрас Степонавічюс — гість
- Томас Вайсета — епізод
- Володимир Єфремов — пацієнт у лікарні
- Йонас Каваляускас — епізод
- Ервінас Пятярайтіс — епізод
- Антанас Пікяліс — полонений в Сибіру
- Повілас Саударгас — пацієнт у лікарні
- Аугустінас Грицюс — епізод
- Марія Растейкайте — жінка в барі
- Вітаутас Таукінайтіс — чоловік на партійних зборах
- Аурімас Бабкаускас — чоловік на партійних зборах

## Знімальна група
- Режисер — Бронюс Моркявічюс
- Сценаристи — Бронюс Моркявічюс, Альгірдас Кратуліс
- Оператор — Йонас Ботірюс
- Композитор — Альгімантас Апанавічюс